# 洛沃雷斯
洛沃雷斯（法語：Loveresse）是瑞士联邦伯尔尼州伯尔尼汝拉区的市镇。该市镇面积为4.64平方千米，海拔高度761米，2018年12月31日人口数为347。